# ProKino
«ProKino» — український фільмовий телеканал від «Film.UA Group». В етері транслюються українські фільми, документальні проєкти та кіноогляди, саундтреки і трейлери до фільмів, залаштунки контента, звернення акторів і авторів до глядачів тощо.

## Історія
6 липня 2023 року Національна рада України з питань телебачення і радіомовлення змінила логотип і формат HD-версії телеканалу «Дача».
21 серпня  телеканал розпочав окреме тестове мовлення, а 16 жовтня — повноцінне.
4 січня 2024 року телеканал припинив супутникове мовлення.